# Agauopsis productus
Agauopsis productus är en kvalsterart som beskrevs av Newell 1971. Agauopsis productus ingår i släktet Agauopsis och familjen Halacaridae. Inga underarter finns listade i Catalogue of Life.